# Khiên (địa chất)
Trong địa chất học, khiên thường được sử dụng để chỉ một vùng rộng lớn lộ ra các loại đá mácma kết tinh niên đại tiền Cambri và đá biến chất mức độ cao, tạo thành các vùng ổn định kiến tạo. Trong tất cả các trường hợp, niên đại của các đá này lớn hơn 570 triệu năm và đôi khi từ 2 đến 3,5 tỉ năm. Chúng chịu ảnh hưởng rất ít từ các hoạt động kiến tạo kể từ sau thời kỳ tiền Cambri, và là các vùng tương đối bằng phẳng cũng là nơi không có các hoạt động tạo núi, đứt gãy và các quá trình kiến tạo khác so với các khu vực ở rìa của khiên và ranh giới giữa các mảng kiến tạo.
Thuật ngữ khiên được dịch từ tiếng Đức schild, thuật ngữ được nhà địa chất Eduard Suess sử dụng lần đầu tiên trong cuốn Das Antlitz der Erde (Bộ mặt của Trái Đất) năm 1888.
Khiên là một phần của vỏ lục địa mà trong đó các đá móng tuổi tiền Cambri luôn luôn lộ ra trên bề mặt. Bản thân các khiên có thể rất phức tạp: chúng bao gồm các khu vực rộng lớn các đá gơnai dạng granit hoặc granodiorit, thông thường với thành phần tonalit, và chúng cũng bao gồm các đai đá trầm tích, thường được bao bọc bởi các dải trầm tích - núi lửa mức độ thấp, hoặc các đai đá xanh. Các đá này thường là tướng biến chất như đá phiến lục, amphibolit, và granulit.
Khiên thường là trung tâm của các lục địa và hầu hết được bao bọc bởi các đá uốn nếp kỷ Cambri. Do tính ổn địa của chúng, sự xói mòn đã san bằng địa hình của hầu hết các khiên lục địa; tuy nhiên, các bề mặt này thường có dạng hơi lồi. Chúng cũng được bao bọc bởi trầm tích bị phủ lên nền. Ngược lại, trong các khiên nền, người ta đề cập nhiều hơn đến đá móng kết tinh, chúng được phủ bởi các lớp trầm tích nằm ngang hoặc hơi nghiêng. Khiên cùng với nền và móng là các phần ổn định của vỏ lục địa được gọi là "nền cổ."
Các rìa xung quanh khiên nhìn chung cấu tạo bởi các khu vực linh động tương đối với các cơ chế động lực kiến tạo hay tương tự như mảng. Trong các khu vực này, các sự kiện tạo các dãy núi (kiến tạo sơn) phức tạp đã được ghi nhận cách đây hàng trăm triệu năm.
Ví dụ, dãy núi Ural về phía tây của khiên Angara, là đới chuyển động hàng đầu tách biệt với khiên Baltic. Tương tự, Himalaya nằm trên rang giới giữa Angara và khiên Ấn Độ. Các rìa khiên là đối tượng của các lực địa kiến tạo làm phá hủy và tái tạo một phần các rìa và nền cổ. Thật ra, sự phát triển của các lục địa đã diễn ra như là kết quả của sự phát triển dần từ các đá trẻ mà chúng chịu biến dạng trong các quá trình tạo núi. Cụ thể, các đai đá uốn nếp này đã được gắn chặt vào các ranh giới của các khiên đã tồn tại trước, điều này làm tăng dần kích thước của các lục địa cổ tạo mà chúng tạo ra.
Các khiên lục địa xuất hiện trên tất cả các lục địa:
- Khiên Canada tạo thành phần trung tâm của Bắc Mỹ và mở rộng từ Hồ Superior ở phía nam tới các đảo thuộc Bắc cực ở phía bắc, và từ miền tây Canada chạy theo hướng đông băng qua hầu hết các phần của Greenland.
- Khiên Amazon (Brazil) nằm ở phần lồi ra tại phía đông của Nam Mỹ. Bao bọc xung quanh là khiên Guiana ở phía bắc và khiên Platian ở phía nam.
- Khiên Baltic (Fennoscandia) nằm ở phía đông Na Uy, Phần Lan và Thụy Điển.
- Khiên châu Phi (Ethiopia) nằm ở châu Phi.
- Khiên Australia chiếm hầu hết phân nửa phía tây của Australia.
- Khiên Arab-Nubia ở rìa phía tây của Arabia.
- Khiên Nam Cực.
- Ở châu Á, khu vực thuộc Trung Quốc và Bắc Triều Tiên đôi khi được xem là khiên Trung Quốc-Triều Tiên.
- Khiên Angara hay lục địa Siberia, được bao bọc bởi sông Enisei về phía tây, sông Lena về phía đông, Bắc Băng Dương về phía bắc và hồ Baikal vầ phía nam.